# Ischnura genei
Ischnura genei – gatunek ważki z rodziny łątkowatych (Coenagrionidae). Występuje na wyspach na Morzu Śródziemnym – na Sycylii, Sardynii, Korsyce, Malcie, Wyspach Toskańskich oraz wyspach w Cieśninie Sycylijskiej.